# 要河オルカ
要河 オルカ（いるかわ オルカ）は、日本の女性イラストレーター。兄はイラストレーターの高階@聖人。2008年よりQUAKE・EXIT TUNESレーベルで「学校トランス」「ウマウマできるトランスを作ってみた」のジャケットイラストを手がけると共に、同社より発売された「ウッーウッーウマウマ(゜∀゜)」のPV用キャラクターデザインを担当した。同人サークル「EL2」を主宰。

## 主な作品

### 表紙、挿画
- 東京皇帝☆北条恋歌（竹井10日・著、角川スニーカー文庫）

### 表紙
- 間違ったラノベの作り方（松林悟・著、ヤングエース）

### CDジャケット
- ウッーウッーウマウマ （ジャケットイラスト）
- ウマウマできるトランスをつくってみた～2（ジャケット、クリアファイルイラスト）